# Вуглець-12
Вуглець-12 — нуклід  хімічного елемента вуглецю з  атомним номером 6 і  масовим числом 12. Один з двох стабільних ізотопів вуглецю. Ізотопна поширеність вуглецю-12 у природі становить приблизно 98,93(8)%.
У даний час через масу вуглецю-12 виражається атомна одиниця маси (дальтон), вона за визначенням дорівнює  1 ⁄ 12 маси цього нукліда.

## Утворення
Утворюється внаслідок  β--розпаду нукліда  12B (період напіврозпаду 20,20(2) мс, енергія що виділяється 13368,9(14) кеВ) і  β+ розпаду нукліда  12 N (період напіврозпаду 11,000(16) мс, енергія що виділяється 17338,1(10) кеВ):
{\displaystyle \mathrm {^{12}_{5}B} \rightarrow \mathrm {^{12}_{6}C} +e^{-}+{\bar {\nu }}_{e};}
{\displaystyle \mathrm {^{12}_{7}N} \rightarrow \mathrm {^{12}_{6}C} +e^{+}+{\nu }_{e}.}